# Barbizon
Barbizon é uma comuna francesa localizada na região administrativa da Île-de-France, no departamento Sena e Marne. A comuna possui 1407 habitantes segundo o censo de 1990.

## Demografia
Segundo o senso de 1999, a comuna possuía 1490 habitantes.

## Artes
Dá nome a uma escola de pintores, a Escola de Barbizon após Théodore Rousseau e Jean-François Millet, líderes da escola, terem adotado a comuna como seu lar até a morte.

## Hípica
A princesa monegasca Charlotte Casiraghi, filha de Carolina de Hannover e do falecido Stefano Casiraghi, participou de uma competição hípica nesta localidade, em abril de 2009, com resultados que podem ser conferidos aqui . Esta participação marca o retorno da princesa ao mundo das competições, após quatro anos afastada.